# Kuyálnik
Kuyálnik (en ucraniano: Куяльник) es un pueblo ucraniano perteneciente al óblast de Odesa. Situado en el suroeste del país, es parte del raión de Podilsk y del municipio (hromada) homónimo.

## Toponimia
El nombre del asentamiento en ruso es también Kuyálnik (en ruso: Куяльник; en rumano: Cuialnic).

## Geografía
El pueblo está situado en el nacimiento del río Veliki Kuyálnik, 195 km al noroeste de Odesa.

## Historia
Kuyálnik fue fundado en 1810.

## Demografía
La evolución de la población de Kuyálnik entre 1989 y 2001 fue la siguiente:
| 1099                                                          | 1482 |
| (Fuente: Cities & Towns of Ukraine y UKRAINE: Größere Städte) |      |

Según el censo de 2001, la lengua materna de la mayoría de los habitantes, el 61,74%, es el ucraniano; del 19,23% es el ruso; y el rumano, del 19,03%. Según el censo soviético de 1926, el 32% de la población local eran rumanos. 

## Infraestructura

### Transporte
Por el pueblo discurren las carreteras territoriales T-16-12 y T-16-37. 